# San Felice sul Panaro
San Felice sul Panaro (emilián nyelven San Felìz, san felicei nyelvjárásban San Flîs) település Olaszországban, Emilia-Romagna régióban, Modena megyében. Lakosainak száma 10 697 fő (2023. január 1.). San Felice sul Panaro Camposanto, Finale Emilia, Medolla és Mirandola községekkel határos.

## Népesség
A település lakossága az elmúlt években az alábbi módon változott:
| Lakosok száma | 10 831 | 10 802 | 10 697 |
|               | 2017   | 2018   | 2023   |